# Notoraja lira
Notoraja lira  (лат.) — малоизученный вид хрящевых рыб рода Notoraja семейства Arhynchobatidae. Обитают в субтропических водах восточной части Индийского океана. Встречаются на глубине до 1050 м. Их крупные, уплощённые грудные плавники образуют округлый диск со треугольным заострённым рылом. Максимальная зарегистрированная длина 41,5 см. Не являются объектом целевого промысла.

## Таксономия
Впервые вид был научно описан в 2008 году. Видовой эпитет происходит от лат. lira — «борозда». Голотип представляет собой неполовозрелого самца длиной 41,5 см, пойманного в Индийском океане (31°36′ ю. ш. 95°02′ в. д.) на глубине1050 м. Вид известен по единственной особи, назначенной голотипом.

## Ареал
Эти скаты обитают в Индийском океане. Встречаются на глубине до 1050 м.

## Описание
Широкие и плоские грудные плавники этих скатов образуют округлый диск с треугольным заострённым рылом. На вентральной стороне диска расположены 5 жаберных щелей, ноздри и рот. На тонком хвосте имеются латеральные складки. У этих скатов 2 редуцированных спинных плавника и редуцированный хвостовой плавник. Ширина диска равна 56,9 % длины тела. Расстояние от кончика рыла до глаз составляет 15,4 %, а до верхней челюсти 16,3 % длины тела. Длина хвоста от клоаки до кончика равна 54,3 % длины тела. На дорсальной поверхности диска имеются обширные области, лишённые чешуи, вентральная поверхность диска и хвоста голая. Ростральные шипы отсутствуют. В передней части хвоста на дорсальной поверхности расположено два ряда колючек, также и имеется срединный ряд. На верхней челюсти 36, а на нижней 33 зубных рядов. Окраска дорсальной поверхности бледного серо-голубого цвета. Грудные плавники образованы 62—63 лучами. Количество позвонков в туловищном отделе 24, а в хвостовом 70. Максимальная зарегистрированная длина 41,5 см.

## Взаимодействие с человеком
Эти скаты не являются объектом целевого лова. Глубоководный промысел в ареале отсутствует. Международный союз охраны природы оценил охранный статус вида как «Вызывающий наименьшие опасения».